# Niklas Dyrhaug
Niklas Dyrhaug (6 luglio 1987) è un fondista norvegese.

## Biografia
In Coppa del Mondo ha esordito il 21 novembre 2009 a Beitostølen (69°) e ha ottenuto la prima vittoria, nonché primo podio, il 12 febbraio 2012 a Nové Město na Moravě.
Ha partecipato per la prima volta a una rassegna iridata a Falun 2015, dove ha vinto la medaglia d'oro nella staffetta, si è classificato 7º nello skiathlon e 13º nella 50 km. Due anni dopo, ai Mondiali di Lahti 2017, ha vinto la medaglia d'oro nella staffetta e quella di bronzo nella 15 km. Ai XXIII Giochi olimpici invernali di Pyeongchang 2018, sua prima presenza olimpica, si è classificato 13º nella 50 km.

## Palmarès

### Mondiali
- 3 medaglie:
  - 2 ori (staffetta a Falun 2015; staffetta a Lahti 2017)
  - 1 bronzo (15 km a Lahti 2017)

### Coppa del Mondo
- Miglior piazzamento in classifica generale: 6º nel 2016
- 6 podi (4 individuali, 2 a squadre):
  - 2 vittorie (a squadre)
  - 2 secondi posti (individuali)
  - 2 terzi posti (individuali)

#### Coppa del Mondo - vittorie
| Data             | Località             | Nazione   | Spec.                                                                        |
| ---------------- | -------------------- | --------- | ---------------------------------------------------------------------------- |
| 12 febbraio 2012 | Nové Město na Moravě | Rep. Ceca | 4x10 km (con Eldar Rønning, Martin Johnsrud Sundby e Petter Northug)         |
| 6 dicembre 2015  | Lillehammer          | Norvegia  | 4x7,5 km (con Hans Christer Holund, Martin Johnsrud Sundby e Petter Northug) |

#### Coppa del Mondo - competizioni intermedie
- 3 podi di tappa
  - 1 vittoria
  - 2 secondi posti

##### Coppa del Mondo - vittorie di tappa
| Data             | Località | Nazione   | Competizione | Spec.       |
| ---------------- | -------- | --------- | ------------ | ----------- |
| 29 novembre 2015 | Kuusamo  | Finlandia | Ruka Triple  | 15 km TC PU |

Legenda:

PU = inseguimento